# منصور الثقفي
منصور بن عطية بن منصور ال يعلى الثقفي  لاعب سعودي من مواليد مدينة الطائف يعد من ابرز اللاعبين السعوديين في الظهير الأيسر.

## مسيرة اللاعب
بدأ مع نادي وج و إنتقل إلى النصر  في موسم 2001 - 2002 وكان يلعب في الظهير الأيسر وأبدع وأمتع وإختاره المدرب الوطني السعودي ناصر الجوهر لتمثيل المنتخب في نهائيات كأس العالم 2002 في كوريا واليابان، وكان احتياطياً للاعب حسين عبد الغني كابتن النصر الحالي وكان يحمل الرقم 23 وواصل مسيرته مع النصر وكان صاحب نزعات هجومية ويجيد اللعب في الظهير الأيمن وفي موسم 2005 كان أفضل مواسمه مع النصر إذ كان من أفضل اللاعبين في النصر بجانب اللاعب الجماهيري سعد الحارثي وكان أساسياً في تشكيلة المنتخب وسجل عدة أهداف وتحول إلى مركز الوسط الأيسر وأصيب مما أثر على مستواه كثيراً واستبعد من تشكيلة المنتخب وأعير موسم 2007 -008 إلى النادي الأهلي ولكن لم يلعب كثيراً وعاد بعدها في موسم 2008 - 2009 إلى النصر وكان خارج التشكيلة طوال الموسم إلا في بعض مباريات كأس الأمير فيصل بن فهد وفي موسم 2009 - 2010 حاول النصر فسخ عقد اللاعب الذي تبقى عليه موسم ولكن مطالبات اللاعب المالية حالت دون ذلك وبقي في النصر وشارك في مباراتين في كأس الأمير فيصل بن فهد في الشوط الثاني أمام الرياض وسجل هدف وأمام الهلال و لعب بعد النصر لصالح الأهلي ونادي القادسية .

## روابط خارجية
- منصور الثقفي على موقع الاتحاد الدولي (مؤرشف)  (الإنجليزية)
- منصور الثقفي على موقع قاعدة بيانات كرة القدم.إي يو (الإنجليزية)
- منصور الثقفي على موقع ناشيونال فوتبول تيمز (الإنجليزية)
- منصور الثقفي على موقع عالم كرة القدم.نت (الإنجليزية)
- منصور الثقفي على موقع كووورة